# Mike Hodges
Mike Hodges (Bristol, Reino Unido, 9 de enero de 1931-Dorset, 17 de diciembre del 2022), fue un guionista, director de cine, dramaturgo y novelista británico. Sus películas como escritor y director incluyeron Get Carter (1971), Pulp (1972), The Terminal Man (1974) y Black Rainbow (1989). Como director, sus películas incluyen Flash Gordon (1980), Croupier (1998) y Dormiré cuando esté muerto (2003).

## Vida
Hodges se graduó como contador público y pasó dos años de servicio nacional en la cubierta inferior de un dragaminas de la Royal Navy.

## Teatro y Radio
Sus obras de teatro incluyeron Soft Shoe Shuffle (1985) y Shooting Stars and Other Heavenly Pursuits (2000), que fue adaptada para la radio de la BBC. Otras obras de radio incluyeron King Trash (2004). Su primera novela, Watching The Wheels Come Off, fue publicada primero en francés por Rivagse/Noir (Quand Tout Se Fait La Malle) en 2009 y luego en inglés en 2010. En 2018, su trío de novelas ('Bait', 'Grist' & 'Seguridad') fue publicado por Unbound.

## Fallecimiento
Hodges murió en Dorset el 17 de diciembre del 2022, a la edad de noventa años.

## Reconocimiento
- Doctor en Letras en la Universidad del Oeste de Inglaterra, Bristol (2005).

## Filmografía seleccionada[3]
- Get Carter, asesino implacable (Get Carter) (1971)
- Pulp (1972)
- The Terminal Man, basada en la novela homónima de Michael Crichton (1974)
- Damien: Omen II (1977)
- Flash Gordon (1980)
- Morons from Outer Space (1985)
- A Prayer for the Dying (1987)
- Black Rainbow (1989)
- Croupier (1998)
- I'll Sleep When I'm Dead (2003)